# 田中元
田中 元（たなか げん、1927年 - ）は、日本の哲学研究者、工学院大学名誉教授。

## 来歴
東京出身。東京大学文学部哲学科卒。工学院大学助教授、教授を務めて1998年定年退任、名誉教授。2009年瑞宝中綬章受章。

## 著書
- 『哲学としての倫理学』文化書房 1961
- 『古代日本人の世界 仏教受容の前提』吉川弘文館 1972
- 『古代日本人の時間意識 その構造と展開』吉川弘文館 1975
- 『敗れし者への共感 古代日本思想における<悲劇>の考察』吉川弘文館 1979.10
- 『竹取・伊勢物語の世界 平安初期の思想史的考察』吉川弘文館 1982.10

### 共著
- 『宗教者の言葉 信仰か信念か。この世を否定した人びと』植田重雄,水林澄雄共著 評論社 1968
- 『哲学とはなにか』長谷川克彦、星敏雄、岩野秀明共著. 北樹出版, 1984.4

### 翻訳
- インゲボルグ・Y.ヴェント『日本は左傾するか 右の日本人左の日本人』弘文堂 (フロンティア・ブックス) 1965
- メンシング『宗教における寛容と真理』理想社 1965
- ライニッシュ編『歴史とは何か 歴史の意味』理想社 1967
- グスタフ・メンシング『宗教とは何か 現象形式・構造類型・生の法則』下宮守之共訳 法政大学出版局(叢書・ウニベルシタス) 1983

## 参考
- メンシング訳書紹介文